# Kyosuke Tagawa
Pour les articles homonymes, voir Tagawa (homonymie).
Kyosuke Tagawa (田川 亨介, Tagawa Kyōsuke) est un footballeur japonais né le 11 février 1999 à Isahaya. Il évolue au poste d'attaquant au Kashima Antlers.

## Biographie

### En club
Le 3 août 2023, il rejoint le club écossais Hearts.

### En équipe nationale
Avec les moins de 20 ans, il participe à la Coupe du monde des moins de 20 ans en 2017. Lors du mondial junior organisé en Corée du Sud, il joue deux matchs, contre l'Italie et le Venezuela. Le Japon atteint les huitièmes de finale du mondial.
Il dispute ensuite avec les moins de 23 ans le championnat d'Asie des moins de 23 ans en 2018. Il joue trois matchs lors de ce tournoi, délivrant une passe décisive face à la Thaïlande en phase de poule. Le Japon s'incline en quart face à l'Ouzbékistan.